# Виа Национале (Рим)
Виа Национале (итал. Via Nazionale) — улица в историческом центре Рима между площадью Республики в районе Кастро-Преторио и площадью Маньянаполи (итал. largo Magnanapoli в районе Монти рядом с площадью Венеции.
После переноса столицы объединённой Италии из Флоренции в Рим, была намечена улица, которая должна была связать вокзал Термини с административным центром того времени, располагавшимся вдоль Виа дель Корсо. Новая улица прошла по древнеримской Vicus Longus по долине Сан-Витале. Тогда этот район был слабо заселён, а земля были выкуплена архиепископом Франческо Саверио де Мероде (Francesco Saverio de Mérode), рассчитывавшим на последующую продажу. Новая администрация города приобрела землю в 1871 году. Было начато строительство улиц виа Торино, виа Фиренце, виа Наполи и виа Модена. Старейшая часть современной виа Национале была заселена ещё при Франческо де Мероде и называлась Страда-Нуова-Пиа (итал. Strada Nuova Pia, «новая улица Пия»). Историческая улица Пия (Strada Pia) проходила по параллельной виа Национале современной улице 20 сентября, построенной при папе Пие IV для соединения ворот Пия с папской резиденцией в Квиринальском дворце.
Изначально виа Национале задумывалась как широкий проспект, необходимый для быстрого и по возможности прямого проезда от центрального вокзала до Тибра, на другом берегу которого уже в 1873 году проектировался густонаселённый район Прати. Этот проект был реализован в 1886 году при строительстве проспекта Виктора Эммануила II (Corso Vittorio Emanuele II), берущего начало недалеко от площади Венеции и ведущего к одноимённому мосту рядом с виа делла Кончилиационе.
В течение последних трёх десятилетий XIX века вдоль виа Национале были возведены несколько больших гостиниц, англиканская церковь Сан-Паоло-дентро-ле-Мура, дома новой столичной буржуазии и такие общественные здания, как Выставочный дворец (1883), Елисейский театр (1900) и Палаццо Кох (1892), где расположен главный офис Банка Италии.
Во время работ по строительству улицы были разрушены Национальный драматический театр и северная часть сада при вилле Альдобрандини, а также возведена стена, поддерживающая оставшуюся часть сада. Впоследствии, в 1930-х гг. вилла была реконструирована по проекту Рафаэлло де Викко. 
При работах в 1875 году были обнаружены развалины Ворот Санка (Porta Sanqualis), которые в настоящее время можно увидеть на центральной клумбе площади Маньянаполи.

## Примечательные здания и сооружения

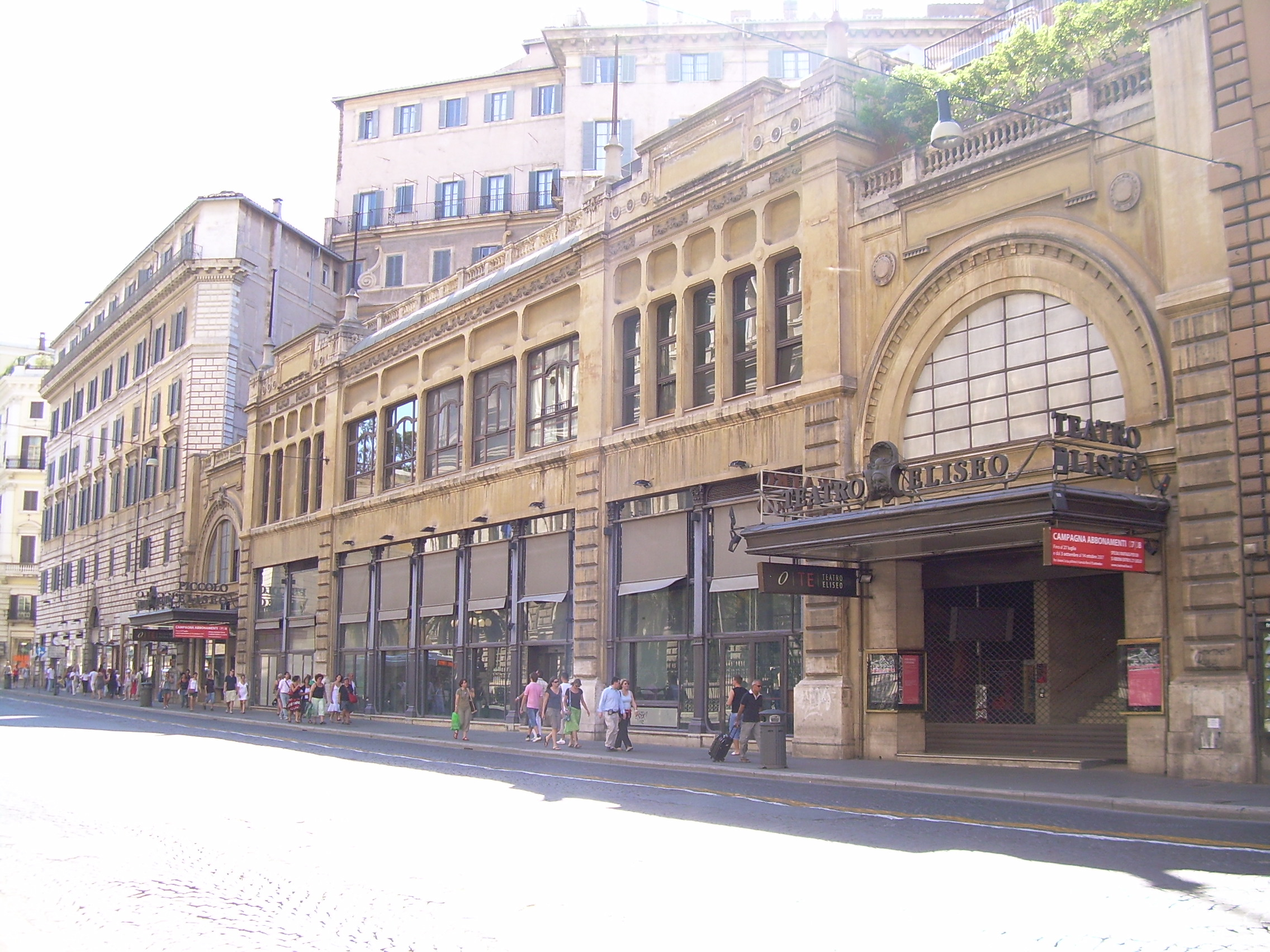
Театр Элизео
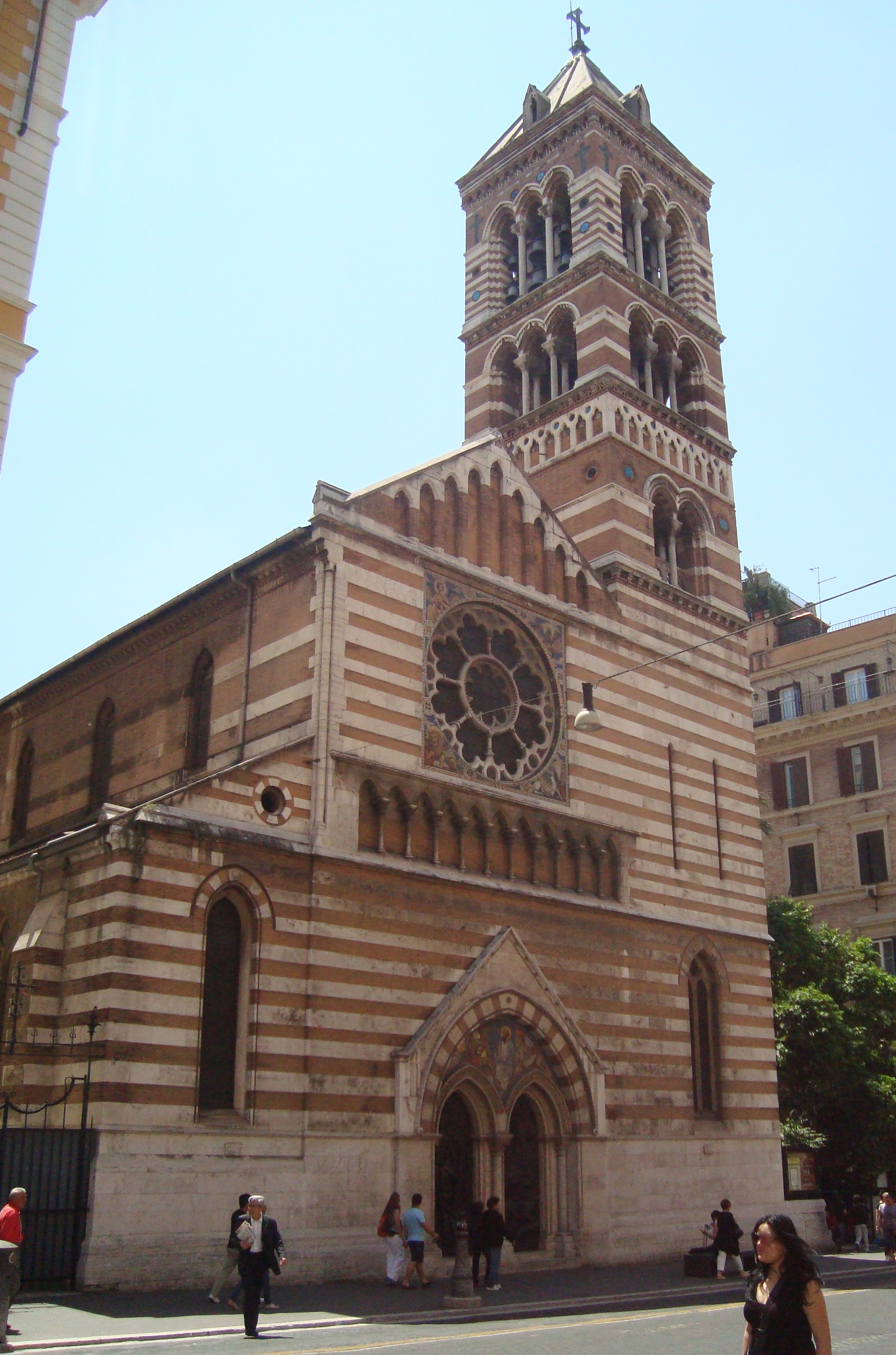
церковь Сан-Паоло-дентро-ле-Мура
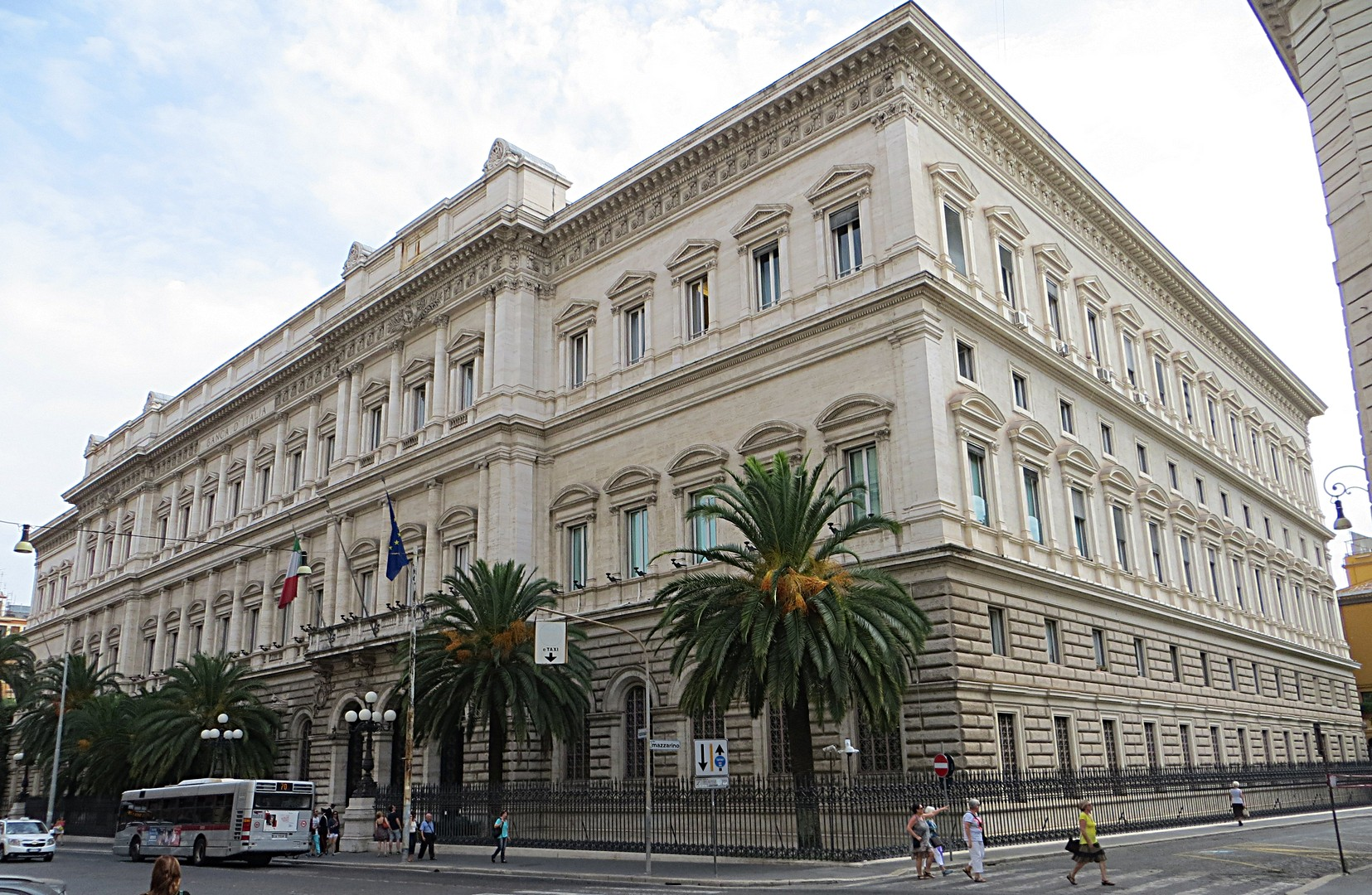
Палаццо Кох
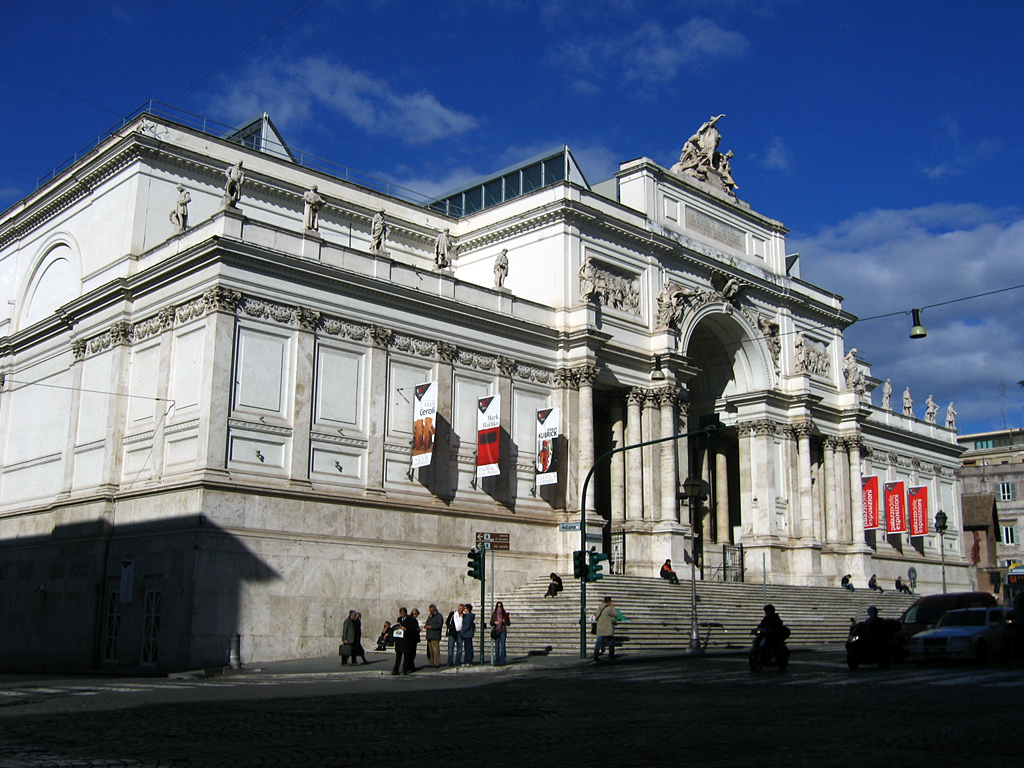
Дворец Выставок
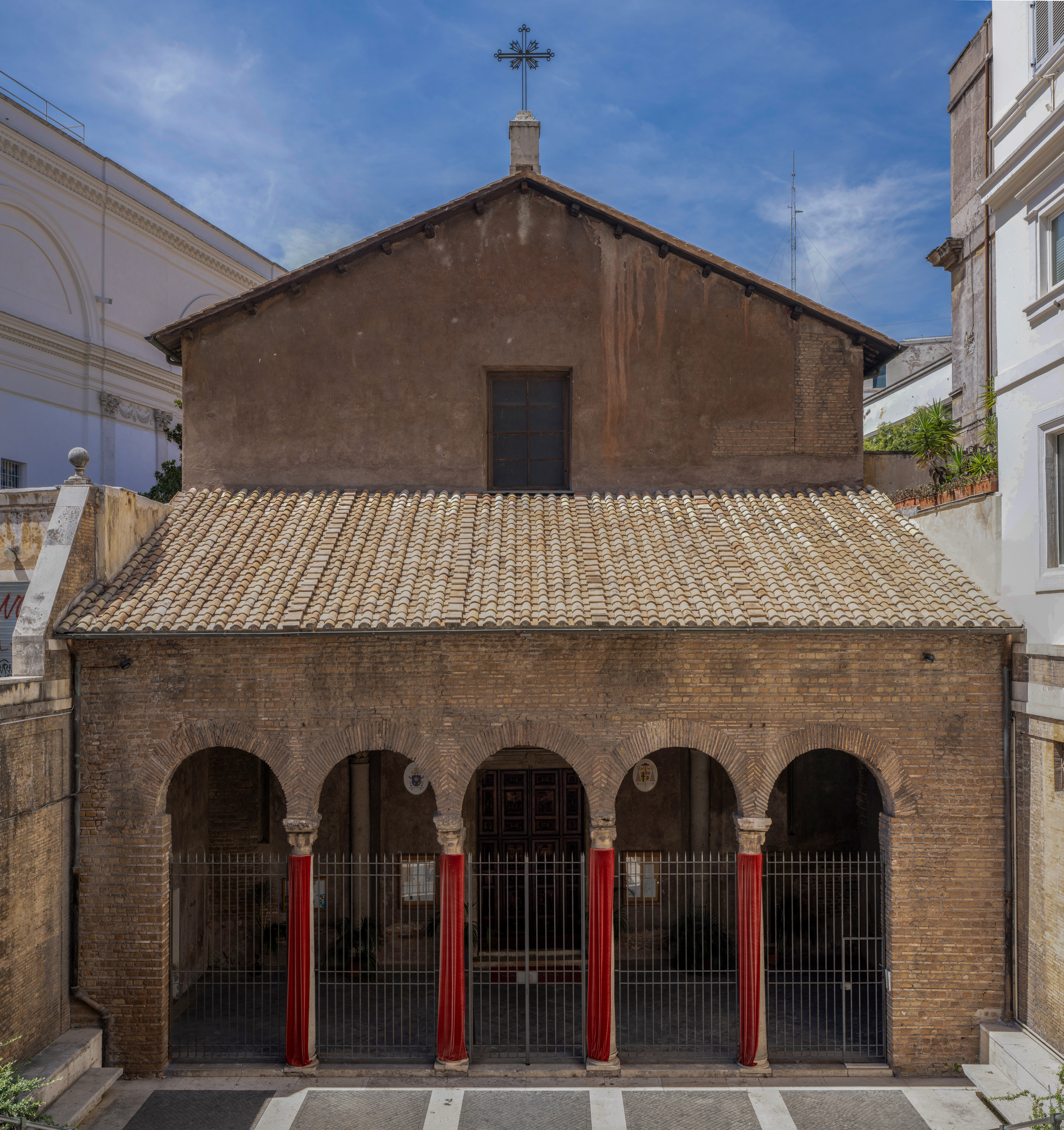
Церковь Сан Витале
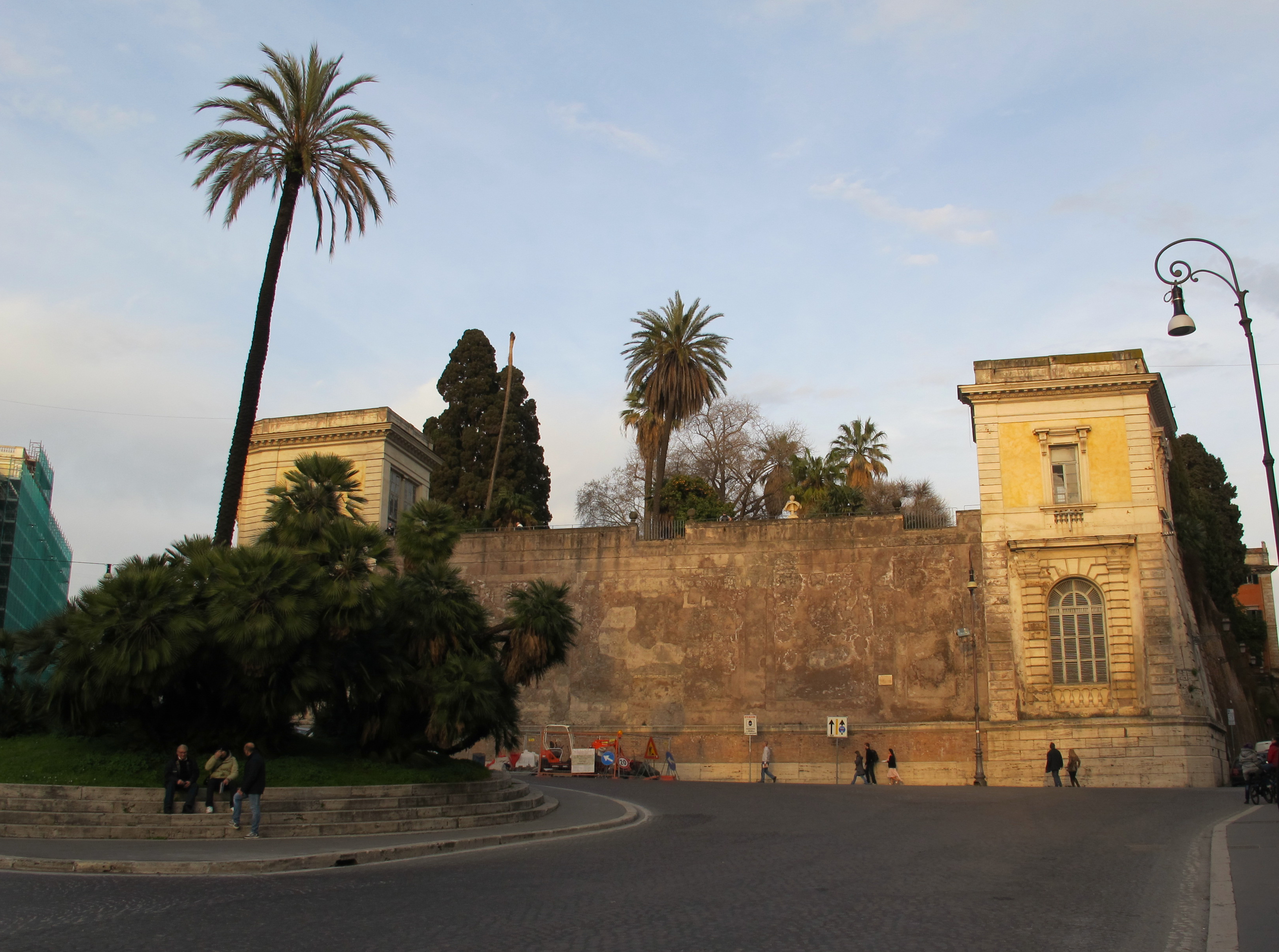
Вилла Альдомбрандини